# Prairie Rose
Prairie Rose és una població dels Estats Units a l'estat de Dakota del Nord. Segons el cens del 2000 tenia 68 habitants.

## Demografia
Segons el cens del 2000, Prairie Rose tenia 68 habitants, 20 habitatges, i 19 famílies. La densitat de població era de 525,1 hab./km².
Dels 20 habitatges en un 65% hi vivien nens de menys de 18 anys, en un 95% hi vivien parelles casades, en un 0% dones solteres, i en un 5% no eren unitats familiars. En el 5% dels habitatges hi vivien persones soles el 5% de les quals corresponia a persones de 65 anys o més que vivien soles. El nombre mitjà de persones vivint en cada habitatge era de 3,4 i el nombre mitjà de persones que vivien en cada família era de 3,53.
Per edats la població es repartia de la següent manera: un 35,3% tenia menys de 18 anys, un 7,4% entre 18 i 24, un 25% entre 25 i 44, un 32,4% de 45 a 60 i un 0% 65 anys o més.
L'edat mediana era de 36 anys. Per cada 100 dones de 18 o més anys hi havia 100 homes.
La renda mediana per habitatge era de 75.000 $ i la renda mediana per família de 75.000 $. Els homes tenien una renda mediana de 41.786 $ mentre que les dones 25.000 $. La renda per capita de la població era de 22.334 $. Cap de les famílies estaven per davall del llindar de pobresa.

## Poblacions més properes
El següent diagrama mostra les poblacions més properes.